# Ranunculus setosissimus
Ranunculus setosissimus är en ranunkelväxtart som först beskrevs av Andrej Pavlovich Khokhrjakov, och fick sitt nu gällande namn av A.N. Luferov. Ranunculus setosissimus ingår i släktet ranunkler, och familjen ranunkelväxter. Inga underarter finns listade i Catalogue of Life.